# Ben Heath
Benjamin Frank „Ben“ Heath (* 21. April 1992 in Brighton) ist ein professioneller britischer Pokerspieler aus England.
Heath hat sich mit Poker bei Live-Turnieren knapp 19,5 Millionen US-Dollar erspielt und ist damit der dritterfolgreichste britische Pokerspieler. Er gewann 2019 ein Bracelet bei der World Series of Poker.

## Pokerkarriere

### Werdegang
Heath spielt auf der Onlinepoker-Plattform PokerStars unter dem Nickname 1Don'tStop1.
Seine erste Geldplatzierung bei einem Live-Turnier erzielte Heath Ende Oktober 2013 in Newcastle upon Tyne. Ende März 2015 gewann der Brite ein Side-Event der European Poker Tour (EPT) auf Malta und erhielt aufgrund eines Deals eine Siegprämie von knapp 60.000 Euro. Im Juni 2015 war er erstmals bei der World Series of Poker (WSOP) im Rio All-Suite Hotel and Casino am Las Vegas Strip erfolgreich und kam bei drei Turnieren der Variante No Limit Hold’em in die Geldränge. Mitte Januar 2016 belegte Heath beim High Roller des PokerStars Caribbean Adventures auf den Bahamas den mit rund 140.000 US-Dollar dotierten achten Platz. Ein Jahr später gewann er an gleicher Stelle ein Event der PokerStars Championship (PSC) und sicherte sich ein Preisgeld von mehr als 140.000 US-Dollar. Ende Januar 2017 wurde der Brite beim Main Event der Aussie Millions Poker Championship in Melbourne Zweiter und erhielt dafür eine Million Australische Dollar. Im Dezember 2017 belegte er beim PSC High Roller in Prag den vierten Platz, der mit knapp 200.000 Euro bezahlt wurde. Ende April 2019 wurde Heath bei einem 50.000 Euro teuren Turnier der EPT in Monte-Carlo ebenfalls Vierter und erhielt rund 300.000 Euro. Bei der WSOP 2019 gewann er das 50.000 US-Dollar teure High-Roller-Event und sicherte sich ein Bracelet sowie eine Siegprämie von knapp 1,5 Millionen US-Dollar. Anfang August 2019 belegte der Brite beim Main Event der Triton Poker Series in London den dritten Platz und erhielt umgerechnet mehr als 1,6 Millionen US-Dollar. Mitte August 2019 wurde er beim Super High Roller der partypoker Millions Europe in Rozvadov Dritter für 455.000 Euro. Beim Super High Roller Bowl Russia in Sotschi belegte Heath Mitte März 2020 den mit einer Million US-Dollar dotieren vierten Platz. Bei der WSOP 2021 wurde er beim Super High Roller Zweiter und durchbrach mit einem Preisgeld von über 2 Millionen US-Dollar die Marke von 10 Millionen US-Dollar an kumulierten Turnierpreisgeldern. Bei der WSOP 2022, die erstmals im Bally’s Las Vegas und Paris Las Vegas ausgespielt wurde, erhielt Heath für seinen dritten Rang beim 100.000 US-Dollar teuren High Roller eine Auszahlung von mehr als 800.000 US-Dollar. Beim EPT Super High Roller in Barcelona wurde er Mitte August 2022 Vierter und erhielt rund 700.000 Euro. Anfang Mai 2023 erreichte der Brite bei der EPT Monte-Carlo sowohl beim Super High Roller als auch beim High Roller den Finaltisch und sicherte sich Preisgelder von über 1,3 Millionen Euro.

### Preisgeldübersicht
Mit erspielten Preisgeldern von knapp 19,5 Millionen US-Dollar ist Heath nach Stephen Chidwick und Sam Trickett der dritterfolgreichste britische Pokerspieler.
| Jahr   | Preisgeld (in $) | Turniersiege |
| ------ | ---------------- | ------------ |
| 2013   | 65               | 0            |
| 2014   | 27.456           | 0            |
| 2015   | 276.147          | 1            |
| 2016   | 553.380          | 1            |
| 2017   | 1.413.638        | 1            |
| 2018   | 229.160          | 0            |
| 2019   | 5.035.140        | 1            |
| 2020   | 1.150.000        | 0            |
| 2021   | 2.031.319        | 0            |
| 2022   | 3.663.647        | 2            |
| 2023   | 5.081.492        | 0            |
| gesamt | 19.461.444       | 6            |